# 柯南·何裴
柯南·何裴（英語：Kenan Heppe；1989年3月28日—），美国男演员，出生于弗吉尼亚州，从俄勒岡州立大學化学系本科毕业后转行演员，2017年前往中国发展，在多部中国影视作品中演出。

## 影视作品

### 电影
| 首映年份 | 片名         | 角色        | 备注  |
| 2019年   | 红星照耀中国 | 埃德加·斯诺 | [ 4 ] |
| 2021年   | 日不落酒店   | 杀手        |       |
| 2022年   | 狙击手       | 马列拉      | [ 5 ] |

### 电视剧
| 首播年份 | 剧名           | 角色        | 备注  |
| 2017年   | 青恋           | 戴维        | [ 6 ] |
| 2020年   | 我在北京等你   | 罗医生      |       |
| 2020年   | 如果岁月可回头 | 埃里克斯    |       |
| 2023年   | 三体           | 麦克·伊文斯 |       |